# Karl Blossfeldt

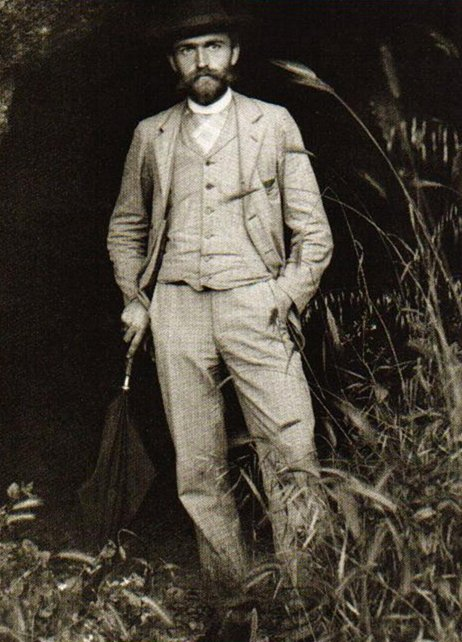
Karl Blossfeldt em 1895

Karl Blossfeldt (1865 – 1932) foi um fotógrafo, escultor e professor alemão na virada do século XX. Suas fotos, em macro, da natureza tiveram grande influência sobre os ornamentos orgânicos do design e das artes.